# عدلان قديورة
عدلان قديورة (من مواليد 12 نوفمبر 1985)، لاعب كرة قدم محترف يلعب كلاعب خط وسط لنادي شباب بلوزداد.
على مستوى الأندية، لعب قديورة فترات مع سيدان، ونويزي لو سيك، ولانتنت إس إس جي وكريتيل في فرنسا، وكورتريك وشارليروا في بلجيكا، وولفرهامبتون واندررز، ونوتنجهام فورست، وكريستال بالاس، واتفورد، وميدلسبره، وشيفيلد يونايتد في إنجلترا والغرافة في قطر.
ولد في فرنسا، ومثل الجزائر على المستوى الدولي – مسقط رأس والده الذي لعب أيضًا مع الفريق – وشارك في 63 مباراة.
قديورة معروف بتسديداته القوية بعيدة المدى. في موسم 2011-12، فاز بجائزة "هدف الموسم" لكل من نوتنغهام فورست وولفرهامبتون واندررز. ويُعتقد أنه أول لاعب كرة قدم على الإطلاق يفوز بالجائزة لناديين في نفس الموسم.

## مسيرته الرياضية
- لعب قديورة مع المنتخب الجزائري يوم 28 مايو 2010 ضد إيرلندا (مباراة ودية) ولعب وقتها في غير مركزه على الجهة اليمنى في الدفاع.
- عدلان قديورة هو واحد من 23 لاعب شاركوا في مونديال جنوب أفريقيا 2010 ولعب في كل مباريات الدور الأول خاصة مباراة الولايات المتحدة .
- سجل عدلان قديورة هدفه الأول مع المنتخب الجزائري في مباراة تنزانيا بتسديدة قوية من خارج إطار 18 متر.
- شارك في كأس افريقيا 2019 مع منتخب بلاده الجزائر وتوج بالكأس الأفريقية الثانية لبلاده.
- لعب دور في أمم افريقيا 2019 حيث كان ضمن التشكيلة الأساسية في غالبية المُباريات.

| عدد الأهداف | التاريخ       | الملعب                    | الخصم   | النتيجة | البطولة                             |
| ----------- | ------------- | ------------------------- | ------- | ------- | ----------------------------------- |
| 1           | 3 سبتمبر 2010 | ملعب مصطفى تشاكر، البليدة | تنزانيا | 1-1     | كأس الأمم الأفريقية لكرة القدم 2012 |

## وصلات خارجية
- عدلان قديورة على موقع الاتحاد الدولي (مؤرشف)  (الإنجليزية)
- عدلان قديورة على موقع رابطة كرة القدم الفرنسية للمحترفين (الإنجليزية)
- عدلان قديورة على موقع قاعدة بيانات كرة القدم.إي يو (الإنجليزية)
- عدلان قديورة على موقع ليكيب (الفرنسية)
- عدلان قديورة على موقع ناشيونال فوتبول تيمز (الإنجليزية)
- عدلان قديورة على موقع Soccerbase.com (لاعب) (الإنجليزية)
- عدلان قديورة على موقع Soccerway.com (الإنجليزية)
- عدلان قديورة على موقع عالم كرة القدم.نت (الإنجليزية)
- عدلان قديورة على موقع كووورة
- عدلان قديورة على موقع AS.com (الإسبانية)

- البطاقة الشخصية.